# 광주향교 (광주광역시)
광주향교(光州鄕校)는 광주광역시 남구에 있는 조선시대의 향교이다. 1985년 2월 25일 광주광역시의 유형문화재 제9호로 지정되었다.

## 개요
조선태조(朝鮮太祖)가 왕이 되던 해 서기 1392년에 각도의 안찰사(按察使)에게 교육을 개혁(改革)하라는 명을 내린 것을 계기로 광주향교는 옛날 서석산(瑞石山) 현 무등산 서쪽 장원봉(壯元峰)아래에 세워졌으나, 호랑이가 자주 나타나서 성(城)의 동문(東門)안으로 옮겨 지었다.
그러나 성종(成宗)19년 서기 1488년 현감(縣監) 권수평(權守平)이 이 곳 또한 지대가 낮고 수해가 자주 일어나서 지금의 이 자리에 옮겨지었다. 그 후 선조(宣祖) 30년 서기 1597년 정유재란(丁酉再亂)때 왜적(倭賊)들에 의하여 불에 타 선조(宣祖) 33년 서기 1600년에 관(官)과 백성이 협력하여 다시 세우고 그 뒤 수차례의 보수(補修)를 하면서 오늘에 이르렀다.
현재의 교궁(校宮)은 대성전(大成殿), 동무(東廡), 서무(西廡)와 명륜당(明倫堂), 동재(東齋), 서재(西齋)와 내ㆍ외삼문(內ㆍ外三門)을 기본구조(基本構造)로 하고 그 밖의 문회재(文會齋), 양사재(養士齋), 유림회관(儒林會館), 충효교육관(忠孝敎育館) 등으로 되어 있다.
또한 공자(孔子)를 비롯한 안자(顔子), 증자(曾子), 자사자(子思子), 맹자(孟子)등 5성(聖)과 송나라 2현(賢)과 조선 18현(賢)등 25성현(聖賢)을 모시고 봄, 가을에 제사(釋奠)를 올리고 있다.

## 현지 안내문
조선태조(朝鮮太祖)가 왕이 되던 해(1392)에 각도의 안찰사(按察使)에게 교육을 개혁(改革)하라는 명을 내린 것을 계기로 광주향교는 옛난 서석산(瑞石山 현 무등산) 서쪽 장원봉(壯元峰) 아래에 세워졌으나, 호랑이가 자주 나타나서 성(城)의 동문(東門) 안으로 옮겨 지었다. 그러나 성종(成宗) 19년 서기 1488년 현감(縣監) 권수평(權守平)이 이 곳 또한 지대가 낮고 수해가 자주 일어나서 지금의 이 자리에 옮겨지었다. 그 후 선조(宣祖) 30년(서기 1597) 정유재란(丁酉再亂)때 왜적(倭敵)들에 의하여 불에 타 선조(宣祖) 33년 서기 1600년에 관(官)과 백성이 협력하여 다시 세우고 그 뒤 수차례의 보수(補修)를 하면서 오늘에 이르렀다.
현재의 교궁(校宮)은 대성전(大成殿), 동무(東무), 서무(西무)와 명륜당(明倫堂), 동재(東齋), 서재(西齋)와 내·외삼문(內·外三門)을 기본구조(基本構造)로 하고 그 밖의 문회재(文會齋) 양사재(養士齋), 유림회관(儒林會館), 충효교육관(忠孝敎育館) 등으로 되어 있다.
또한, 공자(孔子)를 비롯한 안자(顔子), 증자(曾子), 자사자(子思子), 맹자(孟子) 등 5성(聖)과 송나라 2현(賢)과 조선 18현(賢)등 25성현을 모시고 봄, 가을에 제사를 올리고 있다.

## 갤러리

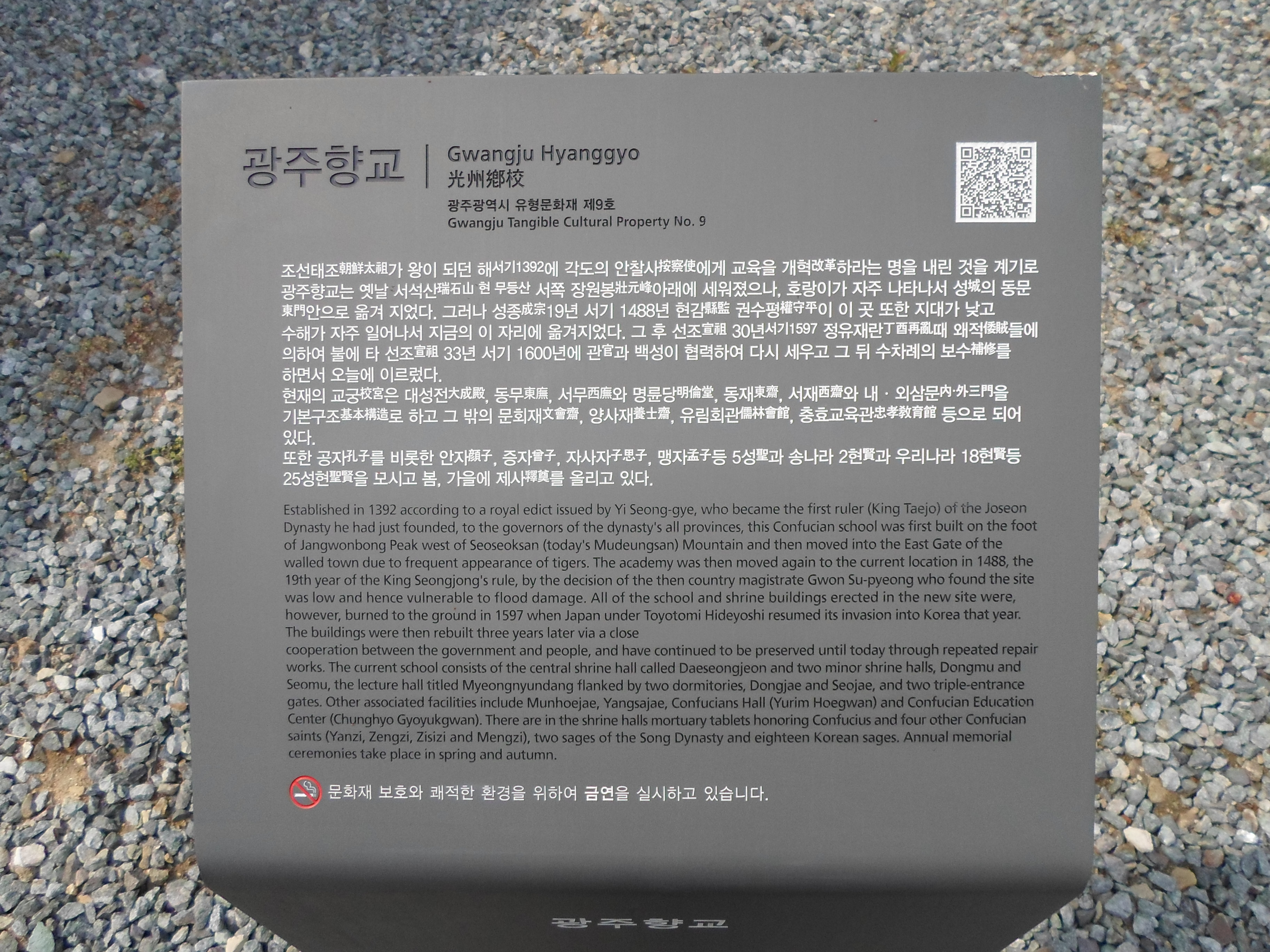
안내문
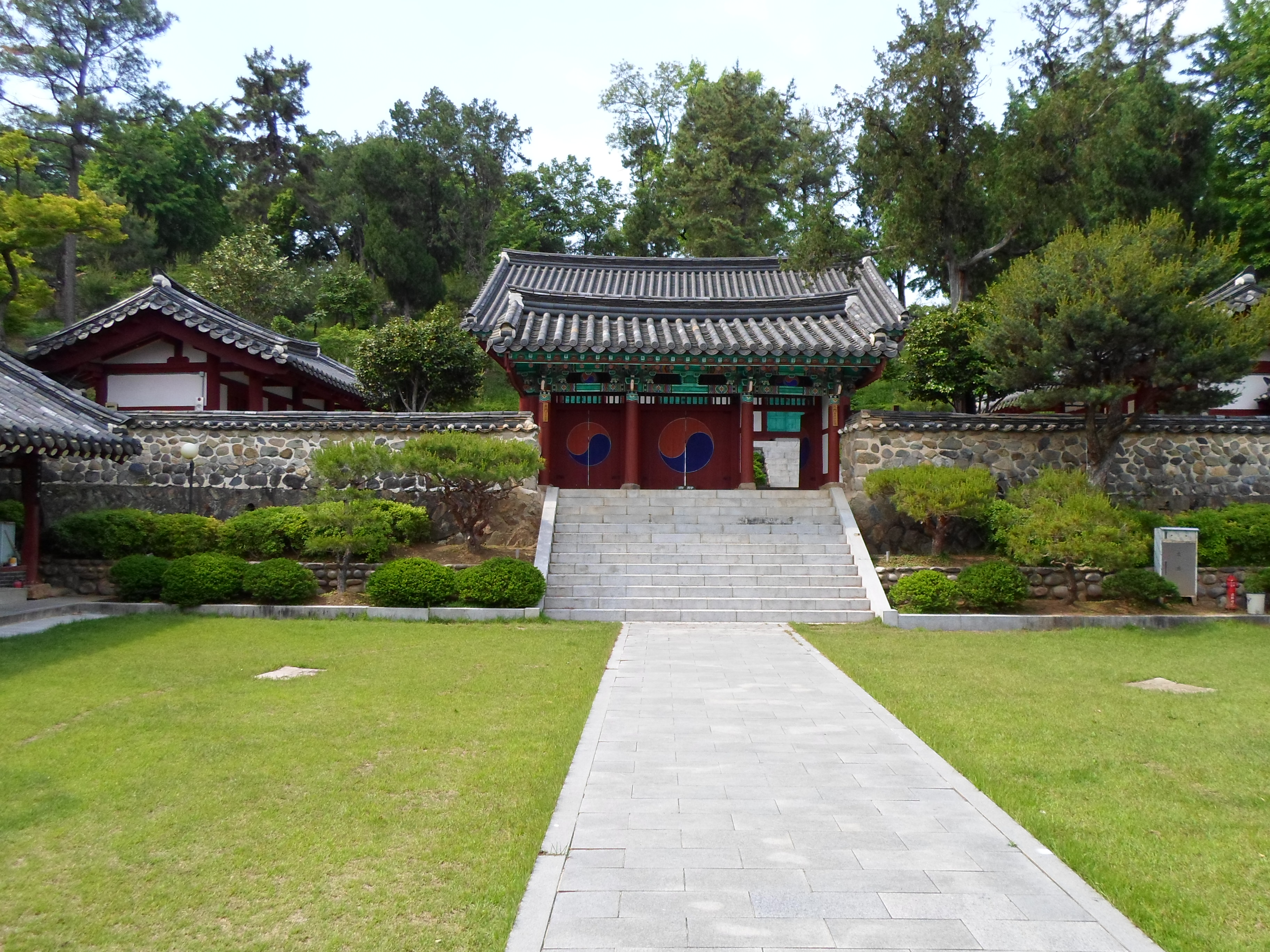
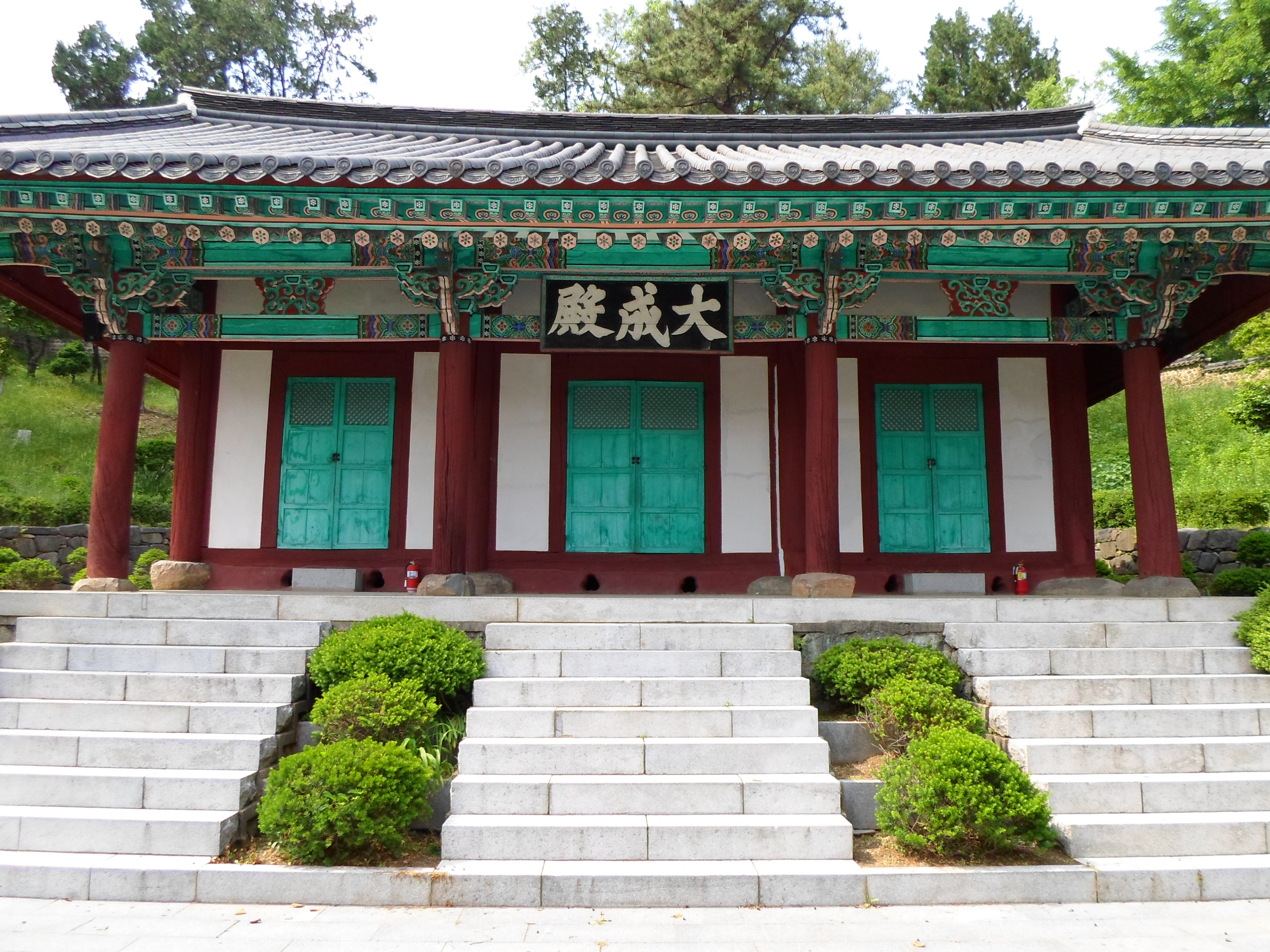
대성전
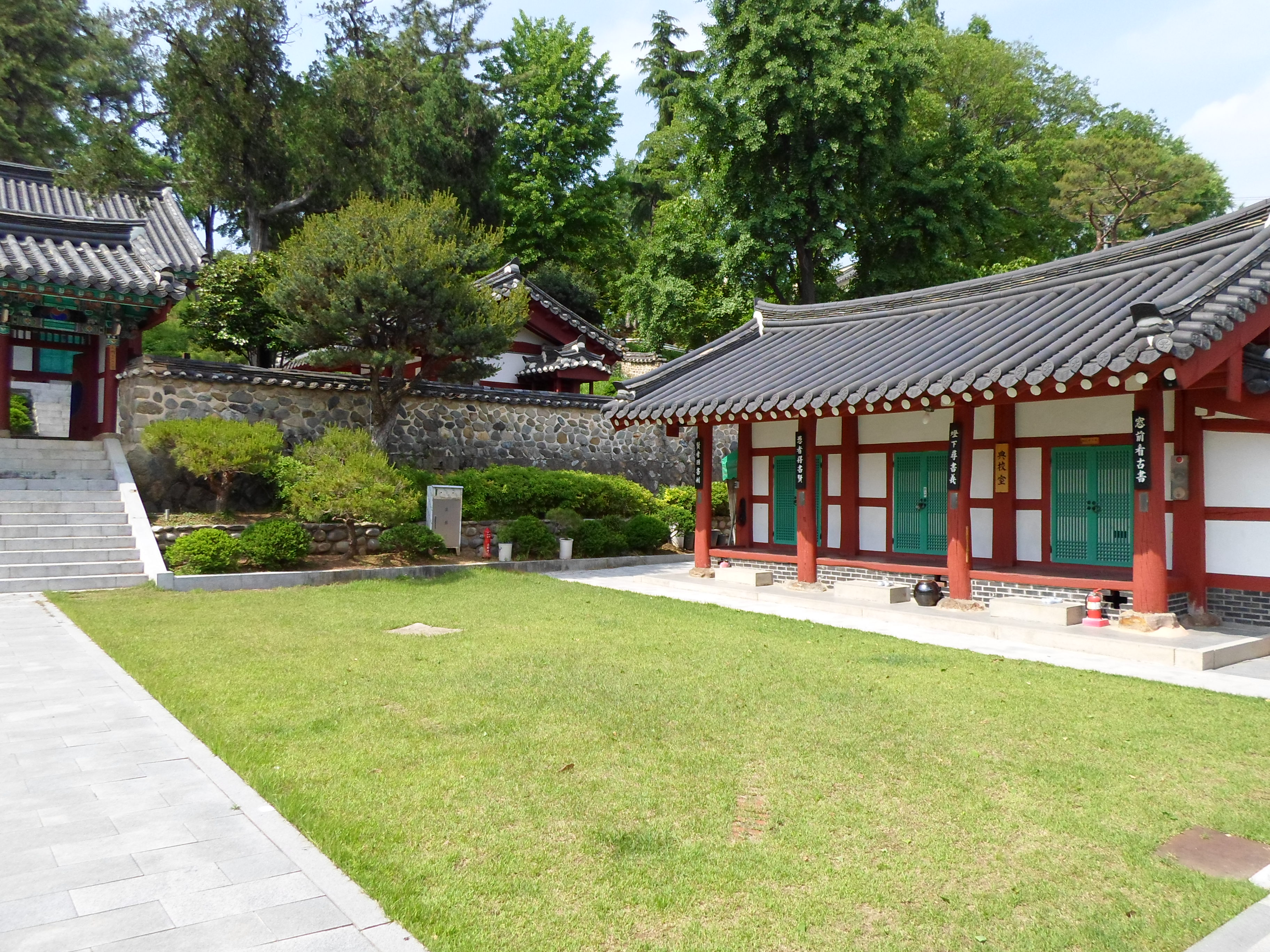
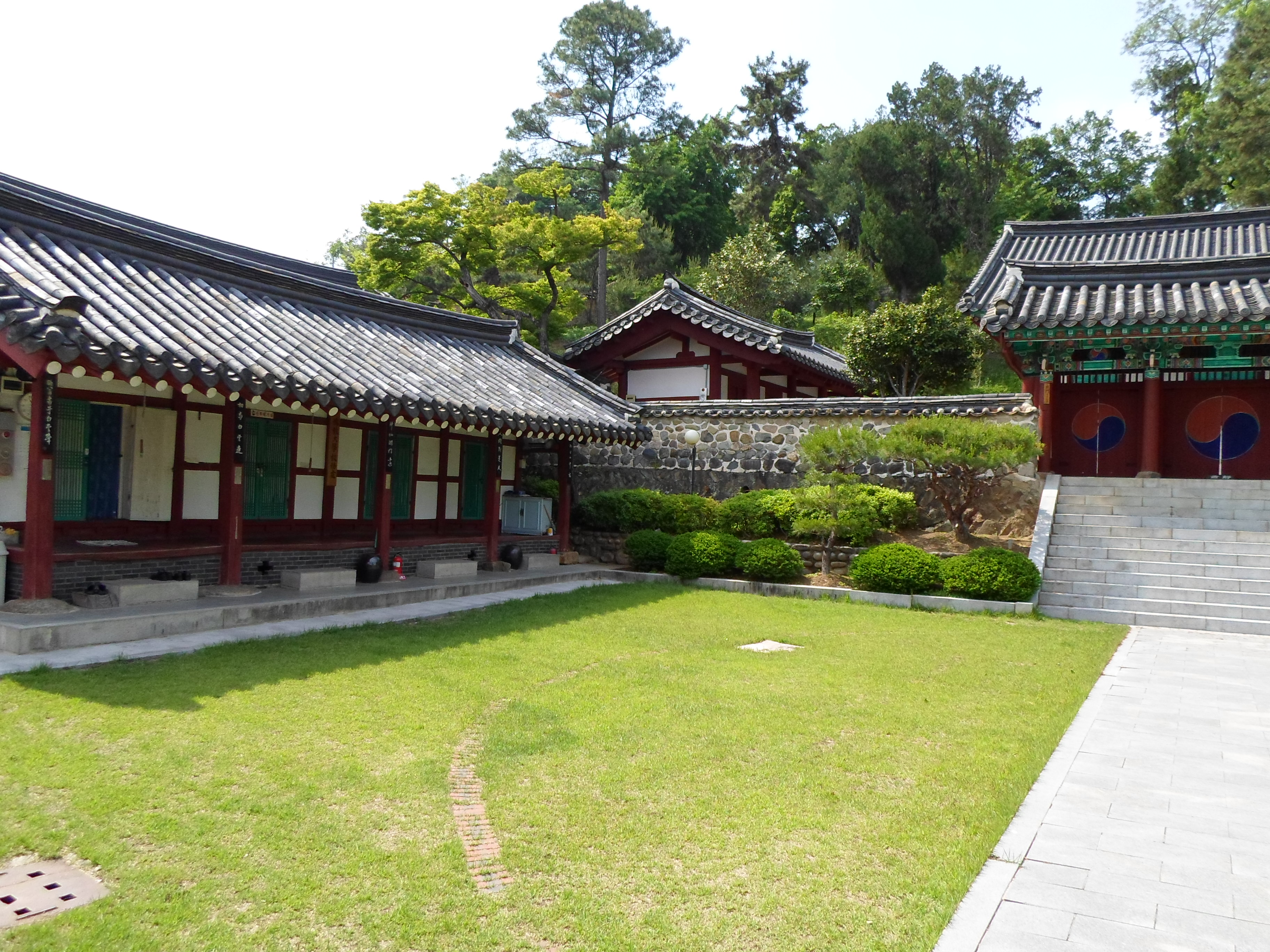
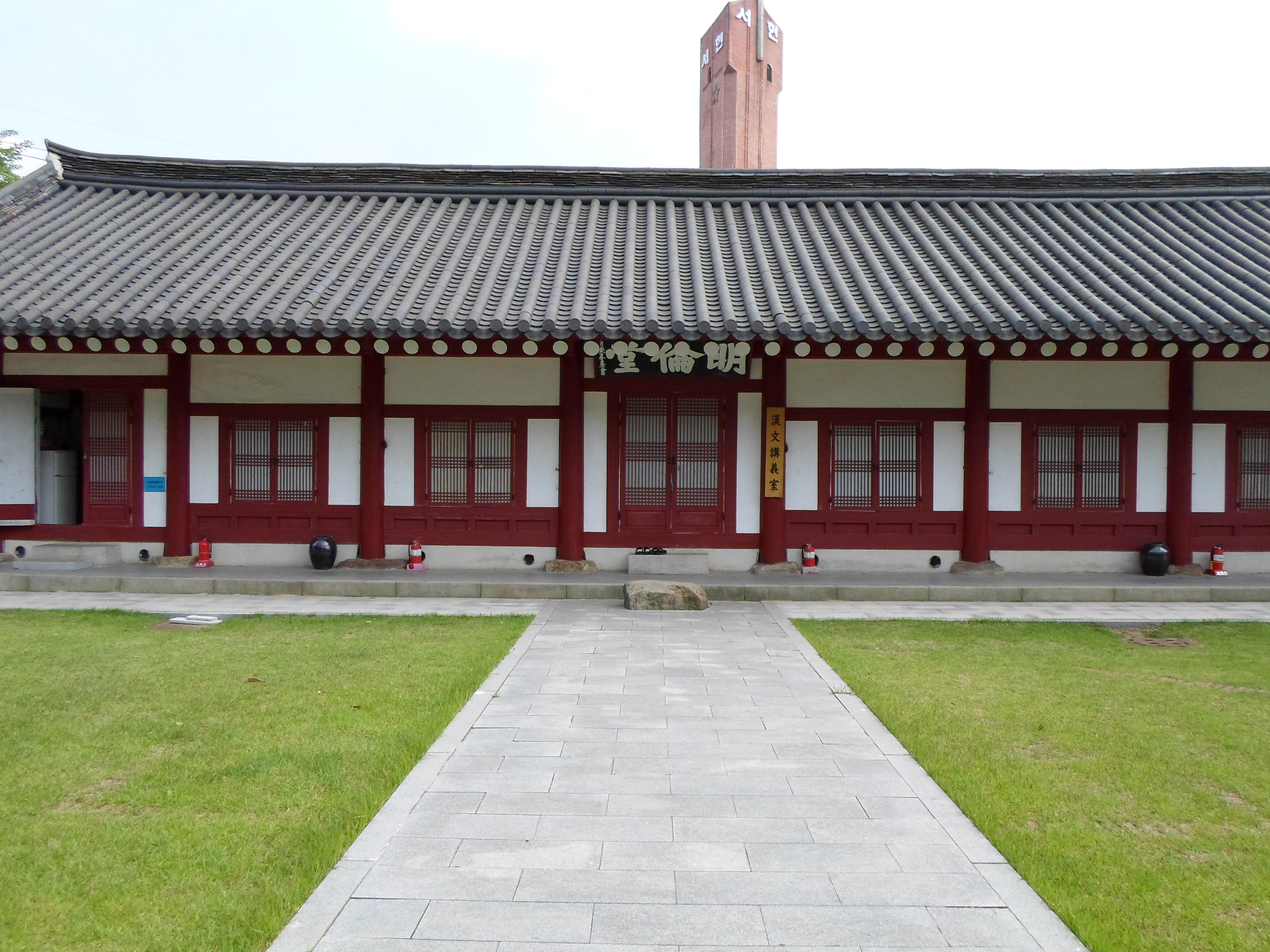
명륜당

## 참고 자료
- 광주향교 - 국가유산청 국가유산포털